# Parilyrgis bisinuata
Parilyrgis bisinuata là một loài bướm đêm trong họ Erebidae.